# Centro Acuático Internacional de Sídney
El Centro Acuático Internacional de Sídney (CAIS) es un lugar ubicado en el Parque Olímpico de Sídney en Sídney, New South Wales, Australia. Construido en 1994, el CAIS fue un lugar importante para los Juegos Olímpicos de Sídney 2000, ya que fue sede de la natación, buceo, natación sincronizada, los eventos de medallas para el waterpolo, y algunas competencias de pentatlón moderno.
El estadio tenía una capacidad de 10.000 personas. La capacidad se ha elevado a 17.000 para los Juegos Olímpicos de Verano 2000. Es el estadio más grande de natación de Australia. 